# El Vellón
El Vellón er en by og kommune i det centrale Spanien i Madrid-regionen. Den har et indbyggertal på 2.166 (2024) indbyggere.